# Podandrogyne macrophylla
Podandrogyne macrophylla är en paradisblomsterväxtart som först beskrevs av Turcz, och fick sitt nu gällande namn av R. E. Woodson. Podandrogyne macrophylla ingår i släktet Podandrogyne och familjen paradisblomsterväxter. Inga underarter finns listade i Catalogue of Life.